# Jean-Baptiste Meilleur
Jean-Baptiste Meilleur, né le 8 mai 1796 à Saint-Laurent et mort le 6 décembre 1878 à Montréal, est un médecin, homme politique, journaliste et professeur canadien.

## Biographie

### Jeunesse
Fils unique de Jean Meilleur, Jean-Baptiste Meilleur est né à Saint-Laurent, sur l'île de Montréal, le 8 mai 1796. Orphelin de père peu avant d'atteindre l'âge de deux ans, il est élevé par ses grands-parents paternels, tandis que sa mère (Marie-Suzanne Blaignier ou Blénier) est remariée. Il apprend à lire et à écrire, puis il entre tardivement au collège de Montréal, pour faire son cours classique.

### Orientation vers la médecine
En 1817 ou 1818, il y rencontre John Holmes (1799-1852), un futur prêtre éducateur, ayant fui sa famille protestante au Vermont et s'étant converti au catholicisme. À Meilleur qui lui révèle vouloir devenir avocat, Holmes conseille d’aller étudier la médecine en Nouvelle-Angleterre.
Jean-Baptiste Meilleur  quitte le collège, fréquente une école anglaise de Montréal, puis s’inscrit en 1821 à la Castleton Academy of Medicine (Vermont), affiliée au Middlebury College de Montpelier (Vermont), et suit les cours de science et de médecine de ces deux institutions. Le 18 novembre 1824, Jean-Baptiste Meilleur soutient sa thèse en anglais, intitulée « On scrofula » (une forme de tuberculose), ce qui lui vaut un doctorat en médecine, conféré en 1825 par le Middlebury College. Il est alors déjà inscrit, comme étudiant de second cycle à Dartmouth College à Hanover (New Hampshire). Pendant son séjour dans ces institutions, il donne des leçons privées de français, pour payer ses études et sa subsistance. En 1825, il publie A treatise on the pronunciation of the French language [...], ainsi que plusieurs autres courts ouvrages.
« De son séjour aux États-Unis, le docteur Meilleur reviendra avec une maîtrise parfaite de l'anglais. Mais il en rapportera aussi une admiration quelque peu béate de la civilisation américaine. De là, chez lui, des idées et des expressions d'opinion qui causeront de l'émoi parmi ses compatriotes. » — Selon l'abbé Anastase Forget, dans son Histoire du Collège de l'Assomption (paru en 1933, l'occasion du centenaire du collège), qui lui consacre une dizaine de pages très substantielles, au début de son volume.

### Médecin à l'Assomption
Rentré au pays, Meilleur se fixe quelque temps à Saint-Laurent, son  village natal. Puis, il réside à l'Assomption. Il est, en effet, inscrit, comme étant de l'Assomption, au registre de Repentigny, lors de son mariage, dans cette paroisse, avec Joséphine Eno (Hainault, Huneault, …) dit Deschamps, le 27 juin 1827. Il habite aussi, au moins quelques mois, peut-être en passant seulement, le village de Saint-Eustache. Car il écrit, dans son Mémorial, que c'est de Saint-Eustache, en décembre 1828, qu'il lança, sous la signature de un passant, dans un article de journal, l'idée d'établir un collège à l'Assomption. Il est certain toutefois qu'il était revenu à l'Assomption en décembre 1829, puisqu'il y fait alors baptiser l'un de ses enfants. Il y demeure jusqu'en 1840, pour désormais habiter Montréal.
« Pauvre et bientôt chargé d'une famille nombreuse — pas moins de onze enfants virent le jour à son foyer — le docteur Meilleur, écrit l'abbé Forget, se donna pendant toute cette période (de 1829 à 1840), à l'Assomption, avec zèle et conscience, à l'exercice de la médecine. Il avait un vaste territoire à parcourir et ses devoirs professionnels étaient très absorbants. Cependant, il ne se cantonna pas uniquement dans le travail de sa profession. Son tempérament impulsif de nerveux le poussa à encore plus d'activité.
« Il s'intéressa ardemment aux questions religieuses et éducatives, politiques et municipales. Tout à la fois médecin pratiquant, marguillier, syndic des écoles, nommé en 1830 et renommé en 1833 au bureau officiel des examinateurs du ressort médical de Montréal, député de l'Assomption à l'Assemblée législative de 1834 à 1838, il trouvait encore le temps de penser et d'écrire sur les sujets les plus divers. »

### Cofondateur du Collège de l'Assomption
La fondation du collège de l'Assomption ne se fait pas sans difficultés. L'évêque du diocèse, Jean Lartigue, ne prise guère le projet, et les deux curés qui précédent l'abbé François Labelle, les abbés Rémi Gaulin (1824-1828) et Magloire Blanchet (1828-1830) — tous les deux évêques plus tard, le premier à Kingston, le second dans l'Ouest — s'y opposent nettement. Les Messieurs sulpiciens du collège de Montréal et ceux du séminaire de Sainte-Thérèse ne voient pas non plus la chose d'un œil favorable. Enfin, les gens de l'Assomption, eux-mêmes, ne se montrent pas très enthousiastes. C'est que, explique l'abbé Forget, « à cette époque, les collèges naissaient nombreux, comme des plantes en serre chaude, pour une existence souvent trop éphémère ». En d'autres termes, les événements, commandent la prudence.
Mais, le docteur Meilleur est tenace dans ses vues et ses desseins. Le curé François Labelle (1830-1845) se montre mieux disposé que ses devanciers. Le docteur Jean-Baptiste Meilleur, avec lui et le docteur Louis-Joseph-Charles Cazeneuve (1795-1856), peut enfin mettre sur pied, en 1832, l'établissement dont il rêve, et le collège de l'Assomption est fondé. Il est à remarquer que, pendant sept ans, soit jusqu'en 1840, l'institution n'a que des laïcs comme professeurs.
Meilleur, dans la suite, même après son départ de l'Assomption, pour aller résider à Montréal, reste membre de la corporation du collège, jusqu'à sa mort, soit, en tout, quarante-six ans, de 1833 à 1878.

### Auteur, enseignant
Durant son séjour à l'Assomption, Meilleur rédige durant quelques mois un petit journal, L'Écho du pays, pour faire connaître ses vues, et il publie plusieurs brochures et livres intéressants : une étude, par exemple, sur le recensement du comté en 1832, où il expose des projets d'avenir fort suggestifs, une traduction anglaise de l'Histoire du Collège de Montréal de l'abbé Roux, supérieur de Saint-Sulpice, une grammaire anglaise, un art épistolaire, un traité de chimie, un manuel de géographie et de nombreuses statistiques.
En 1838, à la demande de Buller, le secrétaire du gouverneur Durham, il écrit ses lettres sur l'éducation populaire, dont il est question, avec éloge, dans le fameux rapport de ce gouverneur, et qui ont préparé au moins en partie les voies aux réformes adoptées dans la suite par la Chambre des députés

### Surintendant de l'Instruction publique
En 1842, le gouverneur Bagot nomme le docteur Meilleur « surintendant de l'Instruction publique pour le Bas-Canada », cependant que Robert Murray se voit attribuer les mêmes fonctions pour le Haut-Canada. Jean-Baptiste Meilleur occupe cette importante situation pendant treize ans, de 1842 à 1855. Tout le temps, il se consacre corps et âme au progrès de l'instruction. Deux fois il parcourt toutes les paroisses du Bas-Canada, pour faire l'inventaire des écoles existantes et en créer de nouvelles, les établissant toutes, en autant que les circonstances le permettent, dans de bonnes conditions matérielles et pédagogiques.
Quand il publie son Mémorial de l'éducation en 1860 (réédité en 1876) un volume de faits qui, au dire du Père Le Jeune (1857-1935), dans le Dictionnaire général du Canada, « a passé dans le temps pour un chef-d'œuvre », il a pu affirmer, avec raison, qu'il avait contribué à la fondation de 2 000 écoles élémentaires, de 45 écoles supérieures, et qu'il avait effectivement préparé l'établissement des premières écoles normales, pour la formation des instituteurs et institutrices. « Tout cela exigeait bien des sacrifices personnels. Meilleur était chichement rétribué par le gouvernement et il vivait à Montréal, en occupant sa haute situation de surintendant, dans un état de gêne voisin de la misère. D'autre part, ainsi qu'il arrive souvent pour ceux qui font quelque chose, les critiques ne le ménageaient pas. »
C'est ce qui amène le docteur Meilleur, épuisé par la tâche et fatigué par les malveillances, à démissionner de ses fonctions en 1855. L'ancien surintendant vit encore un peu plus de vingt ans, puisqu'il meurt en 1878. Il devient maître des postes à Montréal, inspecteur des bureaux de district, conservateur des hypothèques. Mais il semble bien qu'après 1855 sa carrière se soit prolongée sans beaucoup d'éclat. « Il était comme hors de sa voie », écrit l'abbé Forget.
En dépit de sa sincérité et de ses bonnes intentions, il faut convenir que Meilleur avait sur les choses de l'éducation quelques idées plus ou moins acceptées. 
« Le docteur Meilleur, écrit l'historien Lionel Groulx, dans l' Enseignement français au Canada (tome I, page 217), n'admet guère le séparatisme scolaire fondé sur la croyance. Son opposition est bien connue à une double législation, comme à l'existence de deux surintendances, l'une pour les catholiques, l'autre pour les protestants. »
En matière de pédagogie, Jean-Baptiste Meilleur s'en tenait au concept catholique traditionnel. 
« Les instituteurs ne doivent jamais oublier, disait-il, que l'éducation qu'ils ont surtout à donner à l'enfance et à la jeunesse est une éducation morale et religieuse et que c'est bien plus dans l'exemple que dans les paroles de leurs précepteurs que les élèves puiseront cette éducation. Il vaudrait mieux souvent qu'un enfant demeurât dans l'ignorance plutôt que de recevoir l'instruction des lèvres d'un homme vicieux. L'enfant, en effet, peut conserver un cœur pur dans l'ignorance, au lieu qu'il lui est presque impossible, à l'âge où l'on est si propre à prendre toutes sortes d'impressions, de demeurer vertueux, s'il a journellement devant les yeux l'exemple du vice. »
Après son décès en 1878, il a été enterré au Cimetière Notre-Dame-des-Neiges, à Montréal.

## Honneurs

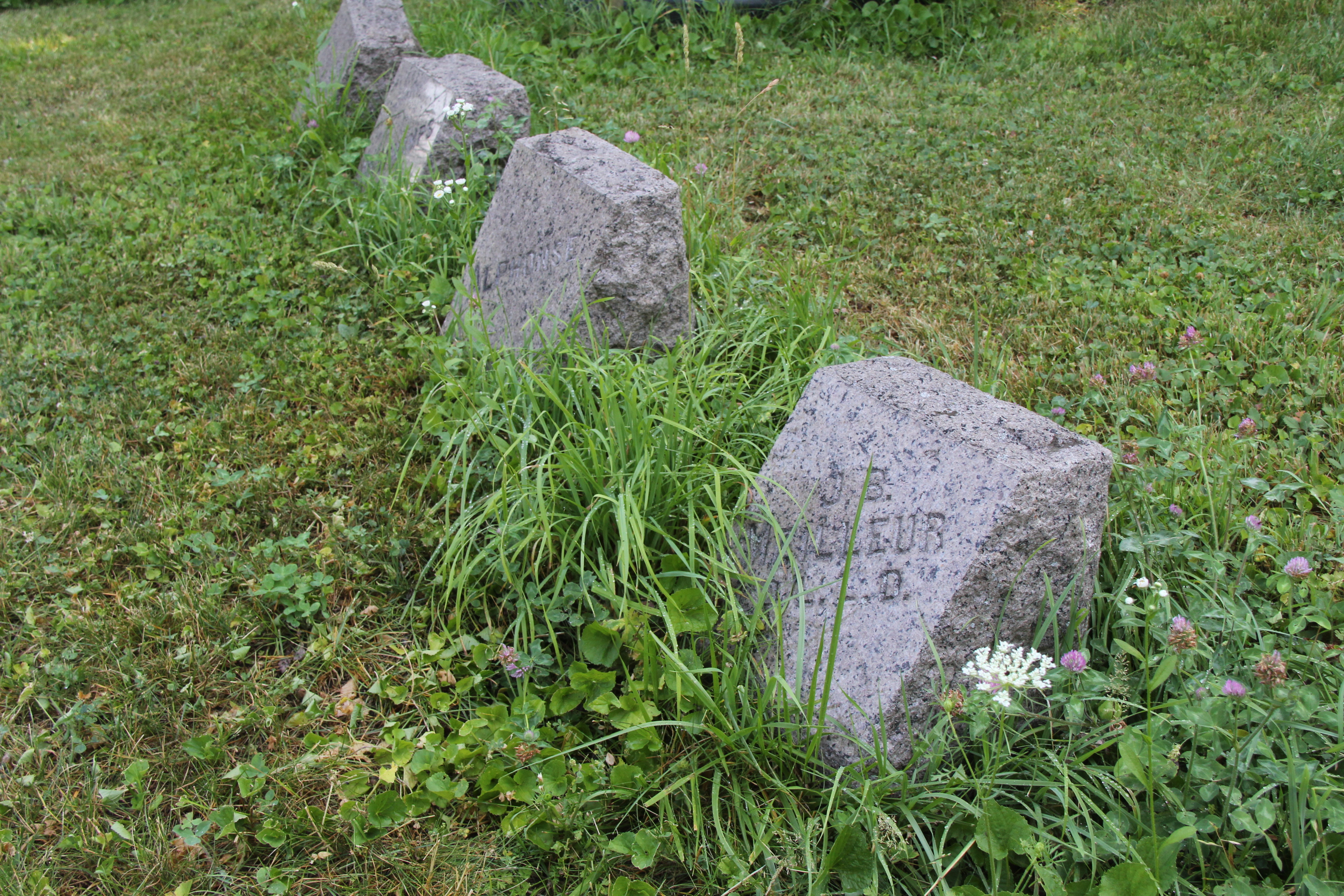
Pierre tombale au cimetière Notre-Dame-des-Neiges.

- En 1854, l'Université du Vermont l'honore du titre de maître ès-arts
- En 1855, l'Université de Saint-Jean (New-York) le crée docteur ès-lettres.
- En 1857, ses concitoyens de Montréal le choisissent comme président de la Société nationale de la Saint-Jean-Baptiste
- Peu avant sa mort, il reçoit, de la France, la décoration d'officier de l'Instruction publique.
- L'école secondaire Jean-Baptiste-Meilleur de Repentigny est nommée en son honneur[4], tout comme une école primaire de Montréal[5].

- Entre 1959 et 1960, l'avenue de Mérici porta le nom de rue Meilleur en son honneur, dans la ville de Québec.